# Mattice-Val Côté
Mattice-Val Côté es un municipio incorporado en el distrito Cochrane, ubicado en el noreste de la provincia canadiense de Ontario. Se encuentra a unos 30 kilómetros (19 millas) al este de Hearst y a 70 kilómetros (43 millas) al oeste de Kapuskasing mediante la Ontario Highway 11.
El municipio se constituyó el 18 de abril de 1975, al igual que los Municipios Unidos de Eilber y Devitt, con Paul Zorzetto como primer juez local.
|  |  |